# 제18회 부산독립영화제
제18회 부산독립영화제는 2016년 11월 18일에 열린 시상식이다.

## 수상 및 후보

### 대상
- 시험 후 - 김나영 수상

### 심사위원 특별상
- 엄마 풍경 집 - 김민근 수상

### 기술창의상
- 오두막 - 이상환 수상

### 열 여덟 번째 프로포즈상
- 시험 후 - 최유진 수상
- 오두막 - 이한주 수상

### 내 마음의 영화상
- 촉법소년 - 김재현 수상

### 메이드 인 부산
- 어떤 여행 - 김주연
- 소금 - 이두희
- 레인 보우 - 오정석 외 1명
- 엄마 풍경 집 - 김민근
- 무엇을 말하고 싶은가 - 김라
- 출장 - 오정석
- 숲 - 이재화
- 연애가 고달픈 남자 - 강형규
- 설희 - 배연희
- 영우 - 강민지
- 내게 보이는 것들 - 박미숙
- 시험 후 - 김나영
- 사랑과 우정 사이 - 유기훈 외 1명
- 화학 - 김종한
- 한, 숨 - 서정암
- 오두막 - 이상환
- 소녀와 탱탱볼 - 문현지
- 발자욱 - 김아름
- 24=18 - 이은비
- 이른 여름 - 이재석
- 마실 - 신기헌
- 스물둘 - 전원비 외 2명
- 촉법소년 - 김재현
- 진아 - 이제욱

### 딥포커스
- 슬로브핫의 딸들 - 문정현
- 할매꽃 - 문정현
- 붕괴 - 문정현
- 경계 - 문정현
- 용산 - 문정현
- 초이스 1 :: 허벌란 이야기 - 문정현

### In-Between
- 로프공의 밤 - 송현정
- 병구 - 형슬우
- 산책의 즐거움 - 박성림
- 특별한 돌 - 김정남

### 부산독립장편영화
- 운동회 - 김진태
- 깨어난 침묵 - 박배일
- 파란 입이 달린 얼굴 - 김수정
- 할매-서랍 - 김지곤

### 지역독립영화
- 중고, 풀 - 김은영
- 남매 - 박근범
- 반차 - 최진영
- 차가운 공기 - 이창수
- 맛의 기억 - 조재형